# Oldtimer Markt
Oldtimer Markt ist ein von der VF Verlagsgesellschaft mbH in Mainz herausgegebenes Oldtimer-Magazin. Der inhaltliche Schwerpunkt sind historische Fahrzeuge und die Fahrzeugtechnik. Hinzu kommt ein umfangreicher Kleinanzeigenteil.

## Geschichte
Die Zeitschrift wurde 1980 von Otto Walenta und Bernd Bonello als Markt für klassische Automobile und Motorräder gegründet. Mit Heft 1/1993 wurde sie in Oldtimer Markt umbenannt. Sie ist, nach Aussage des Verlages, „Europas größte Zeitschrift für klassische Autos und Motorräder“. Oldtimer Markt erscheint monatlich und erreicht laut IVW 4/2024 eine verkaufte Auflage von 70.629 Exemplaren.
Oldtimer Markt ist eine Schwester-Zeitschrift von Oldtimer Praxis, Oldtimer Traktor, British Classics und Last & Kraft.